# Condove
Condove is een gemeente in de Italiaanse provincie Turijn (regio Piëmont) en telt 4500 inwoners (31-12-2004). De oppervlakte bedraagt 71,3 km², de bevolkingsdichtheid is 63 inwoners per km².

## Demografie
Condove telt ongeveer 2095 huishoudens. Het aantal inwoners steeg in de periode 1991-2001 met 2,9% volgens cijfers uit de tienjaarlijkse volkstellingen van ISTAT.
| Jaar | Inwoneraantal |
| ---- | ------------- |
| 1991 | 4258          |
| 2001 | 4380          |

## Geografie
Condove grenst aan de volgende gemeenten: Usseglio, Viù, Lemie, Bruzolo, Rubiana, Caprie, San Didero, Borgone Susa, Vaie, Sant'Antonino di Susa, Chiusa di San Michele.
1. ↑  https://demo.istat.it/?l=it.